# ヴァヴァオ・アフェマイ
ヴァヴァオ・アフェマイ（Vavao Afemai、1992年2月18日 - ）は、サモアのラグビーユニオン選手。

## プロフィール
- サモア・モートゥトゥア出身[1]。
- ポジションはスクラムハーフ(SH)。
- 身長 168cm、体重 65kg
- 7人制サモア代表に選ばれたことがある[2]
- サモア代表キャップは8（2025年4月現在）でラグビーワールドカップ2015のサモア代表に選ばれた[3]。

## 略歴
2013年、ヴァイアラに加入。